# NK Velebit Gračac
NK Velebit je hrvatski nogometni klub iz Gračaca. U sklopu kluba postoji 6 kategorija: tići, mlađi pioniri, pioniri, juniori, seniori i veterani. U sezoni 2021./22. se natječe u 2. ŽNL Zadarska.
Trenutačno se seniorska ekipa ne natječe u službenim natjecanjima, dok su veterani, pioniri, tići i papaline aktivni u sklopu Županijskog nogometnog saveza Zadarske županije.

## Povijest
Prvi naziv kluba je bio Bratstvo. NK Velebit je djelovao sve do Oluje kada se odlaskom srpskog stanovništva iz Gračaca klub gasi. Rad je obnovljen 2007. godine i od tada se natječe u županijskom rangu.

### Uspjesi kluba
| Sezona    | Liga                    | Plasman    |
| --------- | ----------------------- | ---------- |
| 2007./08. | 2. ŽNL Zadarska         | 8. mjesto  |
| 2008./09. | 1. ŽNL Zadarska Grupa A |            |
| 2009./10. | 1. ŽNL Zadarska         | 16. mjesto |
| 2010./11. | 1. ŽNL Zadarska         |            |
| 2011./12. | 1. ŽNL Zadarska         | 3. mjesto  |
| 2012./13. | 1. ŽNL Zadarska         | 10. mjesto |